# París-Tours 1914
La París-Tours 1914 fue la 11.ª edición de la clásica París-Tours. Se disputó el 19 de abril de 1914 y el vencedor final fue el suizo Oscar Egg, que se impuso al sprint.  

## Clasificación general[3]
|    | Ciclista          | Equipo | Tiempo    |
| -- | ----------------- | ------ | --------- |
| 1  | Oscar Egg         |        | 9h 49'47" |
| 2  | Emile Engel       |        | m.t.      |
| 3  | Philippe Thys     |        | m.t.      |
| 4  | Henri Devroye     |        | m.t.      |
| 5  | Hubert Noel       |        | m.t.      |
| 6  | Emile Georget     |        | m.t.      |
| 7  | Émile Masson Sr.  |        | m.t.      |
| 8  | Sadi Bricout      |        | m.t.      |
| 9  | Hector Tiberghien |        | m.t.      |
| 10 | René Vandenberghe |        | m.t.      |